# 熊野酒造
熊野酒造有限会社（くまのしゅぞう）は、京都府京丹後市久美浜町の酒類製造・販売業者。
1918年（大正7年）創業。代表銘柄は「久美の浦」（くみのうら）である。銘柄の由来は蔵のすぐ目の前に広がる久美浜湾であり、酒蔵から一望できることから命名された。

## 歴史

### 統合前の沿革

#### 柿本酒造場
庄屋の柿本文八は肥料などを販売する鶴屋を興したがうまくいかなかった。そこで1920年（大正9年）10月、熊野郡久美浜町45-1に柿本酒造場を創業し、鶴屋ではなく亀屋を柿本酒造場の屋号とした。
なお、文政6年（1823年）10月には神野村に木下酒造場が、安政元年（1855年）には久美浜村に東稲葉酒造場が、1921年（大正10年）には久美浜町に西垣酒造場が創業しており、1935年（昭和10年）の『全国工場通覧』によると熊野郡には4の酒蔵があった。

#### 西垣酒造場

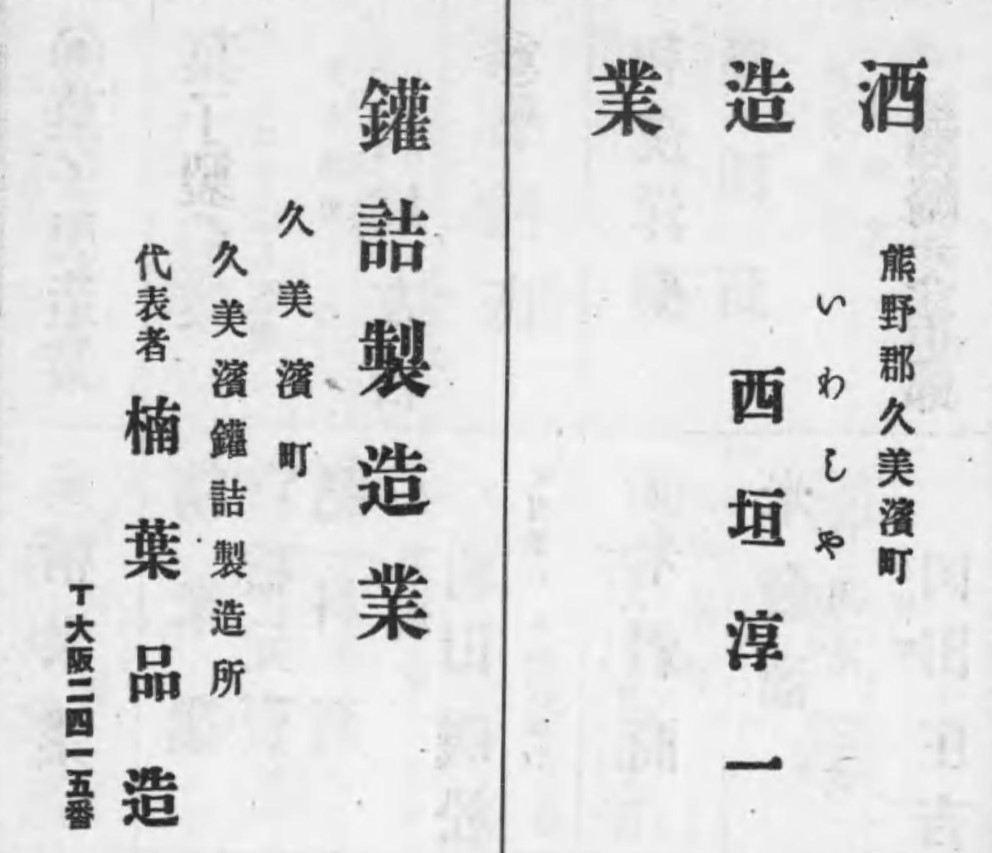
西垣酒造場の広告（右）

西垣酒造場の西垣家は鰯屋の屋号で酒造業を営んでおり、当主の西垣虎吉（1861年7月～1892年頃）や息子の西垣淳一（1888年～1957年）は京都府会議員を務めている。西垣虎吉は明治中期の丹後地方における地租軽減運動の中心人物のひとりでもあった。
西垣淳一は1921年（大正10年）に西垣家の家督を継ぎ、西垣酒造場の銘柄を「わかみどり」から「海王星」に改めた。1925年（大正14年）4月には久美浜町会議員に、1928年（昭和3年）5月には久美浜町長に就任し、久美浜町への上水道の敷設、1929年（昭和4年）の国鉄宮津線久美浜駅開業、1930年（昭和5年）の久美浜公会堂の建設、1938年（昭和13年）の久美浜小学校本館と雨天体操場の建設などを実現した。また、1937年（昭和12年）10月には立憲政友会から京都府会議員の補欠選挙に当選し、1939年（昭和14年）9月に任期満了で府会議員を退任した。1944年（昭和19年）2月に任期満了で町長を退任した。

### 熊野酒造の発足

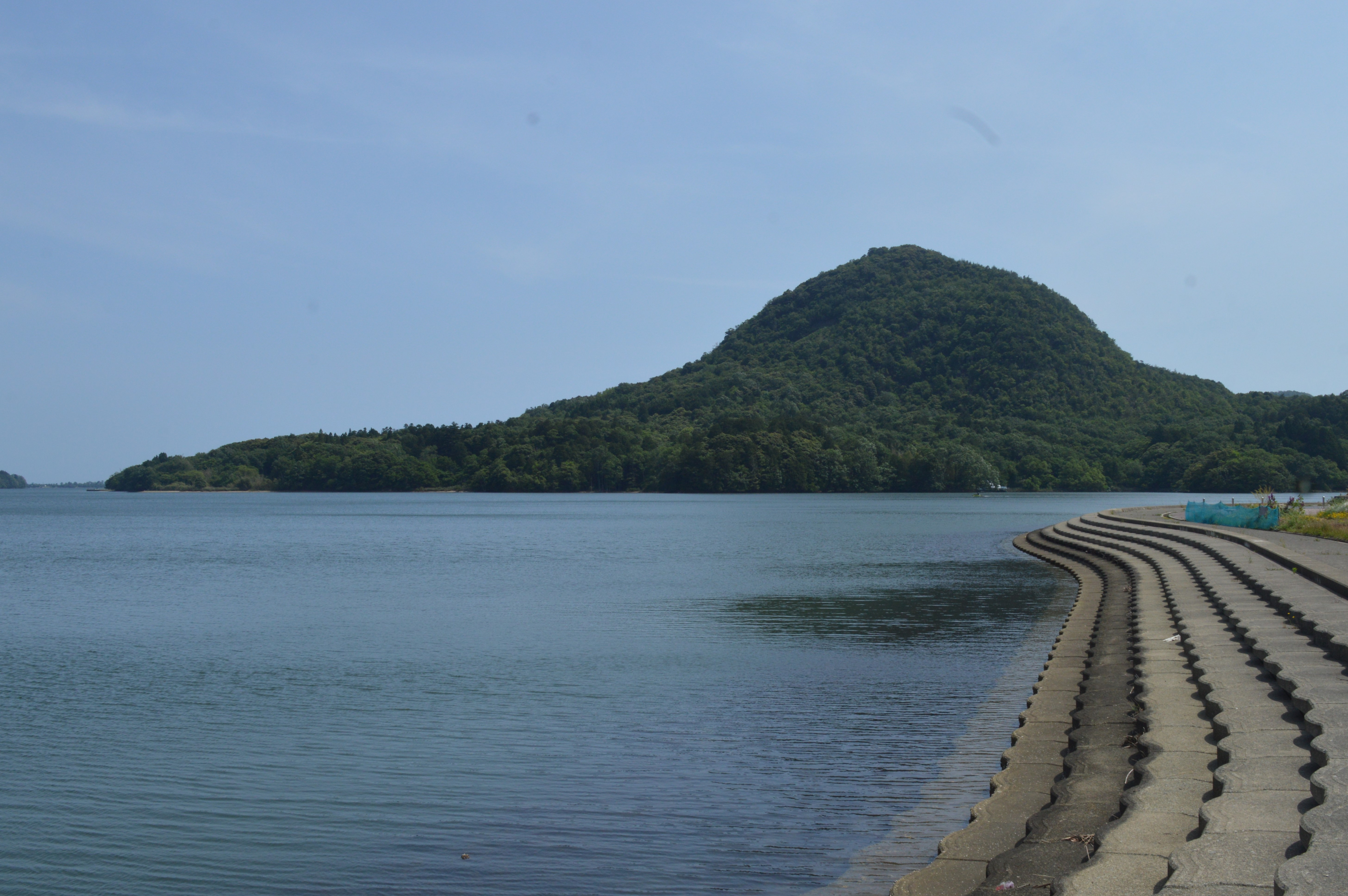
「久美の浦」の名称の由来となった久美浜湾

太平洋戦争中における中小企業の統合に関する企業整備令が発令されたことで、1944年（昭和19年）12月、柿本（十楽）・稲葉（仲町）・西垣（仲町）・木下（甲山）・飯室（畑）の酒造会社が統合されて熊野酒造有限会社が発足した。
1945年（昭和20年）5月から1957年（昭和32年）まで、西垣淳一が熊野酒造の代表取締役を務めた。1950年（昭和25年）の全国清酒品評会では一等に選ばれ、1954年（昭和29年）時点では700石を製造していた。
当主の柿本文男は久美浜町商工会長や京都府商工会連合会長などを歴任している。柿本文男は京都府議会議員でもあり、1981年（昭和56年）7月15日から1983年（昭和58年）4月29日まで京都府議会議長を務めた。
1979年（昭和54年）時点では京都府と兵庫県を販路としていた。1985年（昭和60年）時点では、酒蔵に近い金毘羅山の伏流水（硬水）を仕込み水に用いていた。

## 特色
仕込み水は純水を使用し、地元の米のよさを最大限に引き出せるような醸造を行う。
久美浜町には熊野酒造のほかにもう1軒、イギリス人のフィリップ・ハーパーが杜氏を務める木下酒造があり、熊野酒造の社長・柿本正大の妻・寿々子は木下酒造から嫁いだ。2002年（平成14年）、両社は共同で久美浜の名産品である牡蠣と相性のいい日本酒を開発し、「久美浜浪漫」と名付けて販売した。

## 製品

### 銘柄

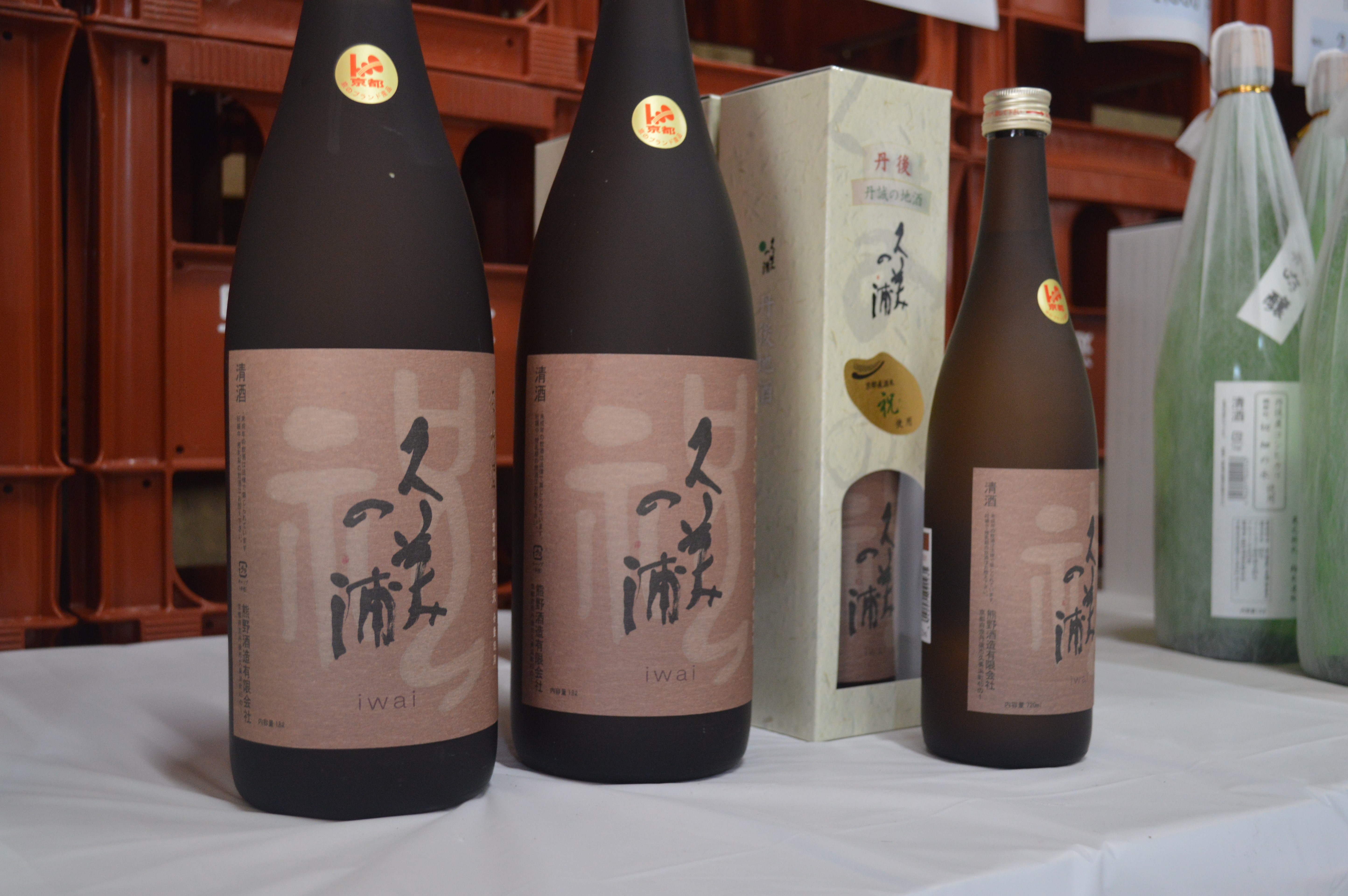
「久美の浦」祝 純米酒

- 「久美の浦」 - 京都府の酒米「祝」で醸した辛口の酒である[14]。
  - 純米大吟醸
  - 純米吟醸
  - 祝 純米酒
  - 特別純米 KENRO
  - 特別純米酒 翠龍 SuiRyu
  - 純米原酒 浮玉
  - 特別本醸造
  - 秀醸・豊醸
  - しぼりたて生原酒
  - 特別本醸造 冷酒
- 「杜氏の独り言」 - 地元丹後産「コシヒカリ」を用い、あそび石の水で仕込まれている[14]。
  - 純米吟醸
- 「吟客」
- 「原酒 なつの冷や」
- 「ひやおろし原酒 あき」
- 「くまの にごり酒」

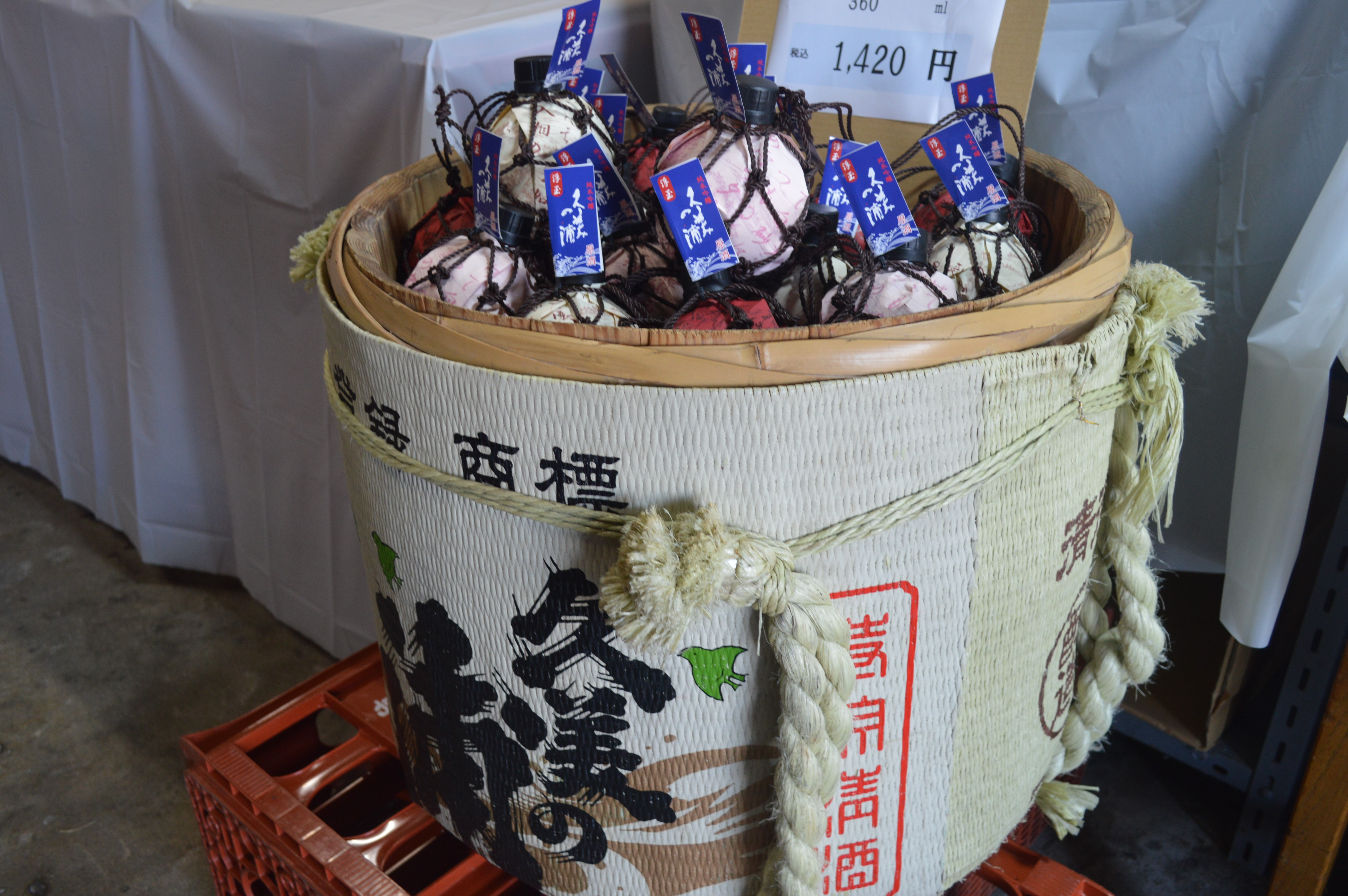
「久美の浦」純米原酒 浮玉
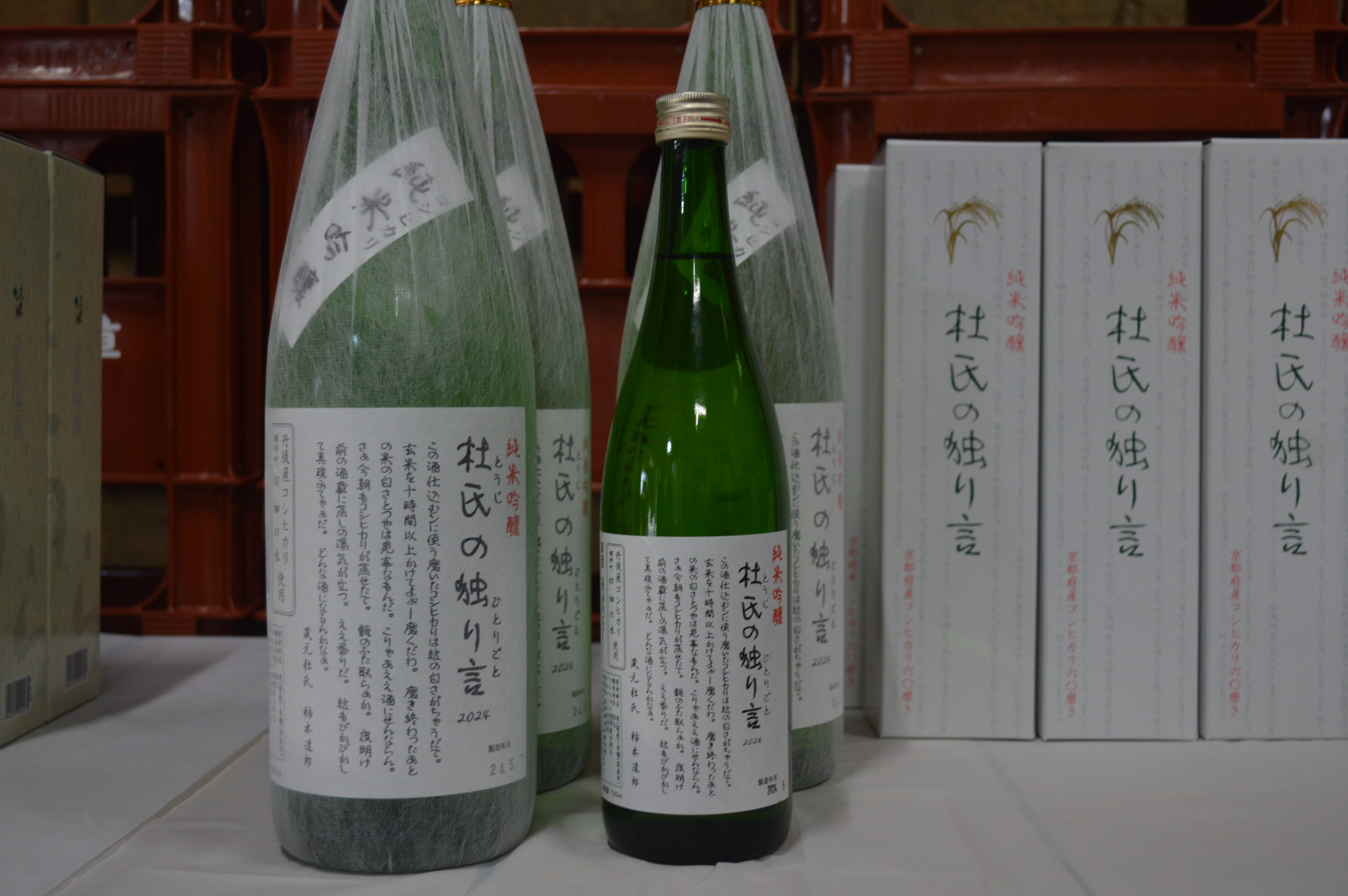
「杜氏の独り言」純米吟醸

## プロジェクト

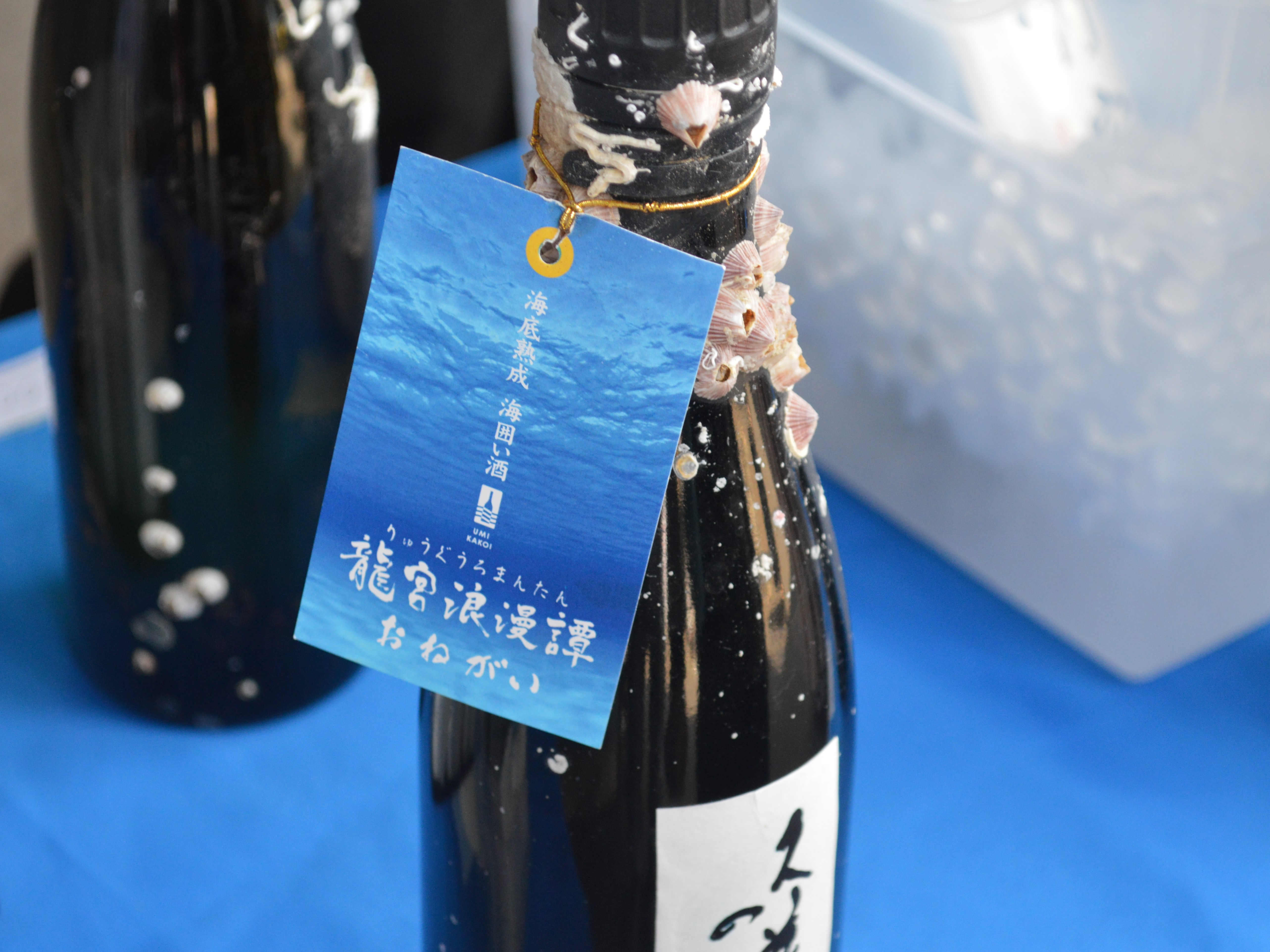
「龍宮浪漫譚」（久美の浦）

- 海底熟成酒「龍宮浪漫譚」 - 琴引浜沖合で日本酒やワインの海底熟成を図るプロジェクト。2014年（平成26年）に京丹後市内の酒販店と漁師が発案し、2015年（平成27年）には酒蔵有志らによる丹後酒梁が主導者となって取り組まれている。2018年（平成30年）に販売を開始した[15]。熊野酒造、木下酒造、白杉酒造、竹野酒造、与謝娘酒造、ハクレイ酒造、丹後蔵、天橋立ワイナリーが協賛しており、熊野酒造では「久美の浦」が龍宮浪漫譚として販売されている。

- 丹後天酒まつり - 2014年（平成26年）6月22日、丹後酒蔵ツーリズム運営委員会によって酒蔵ツーリズムイベントの丹後天酒まつりが初開催され、熊野酒造も参加した[16]。

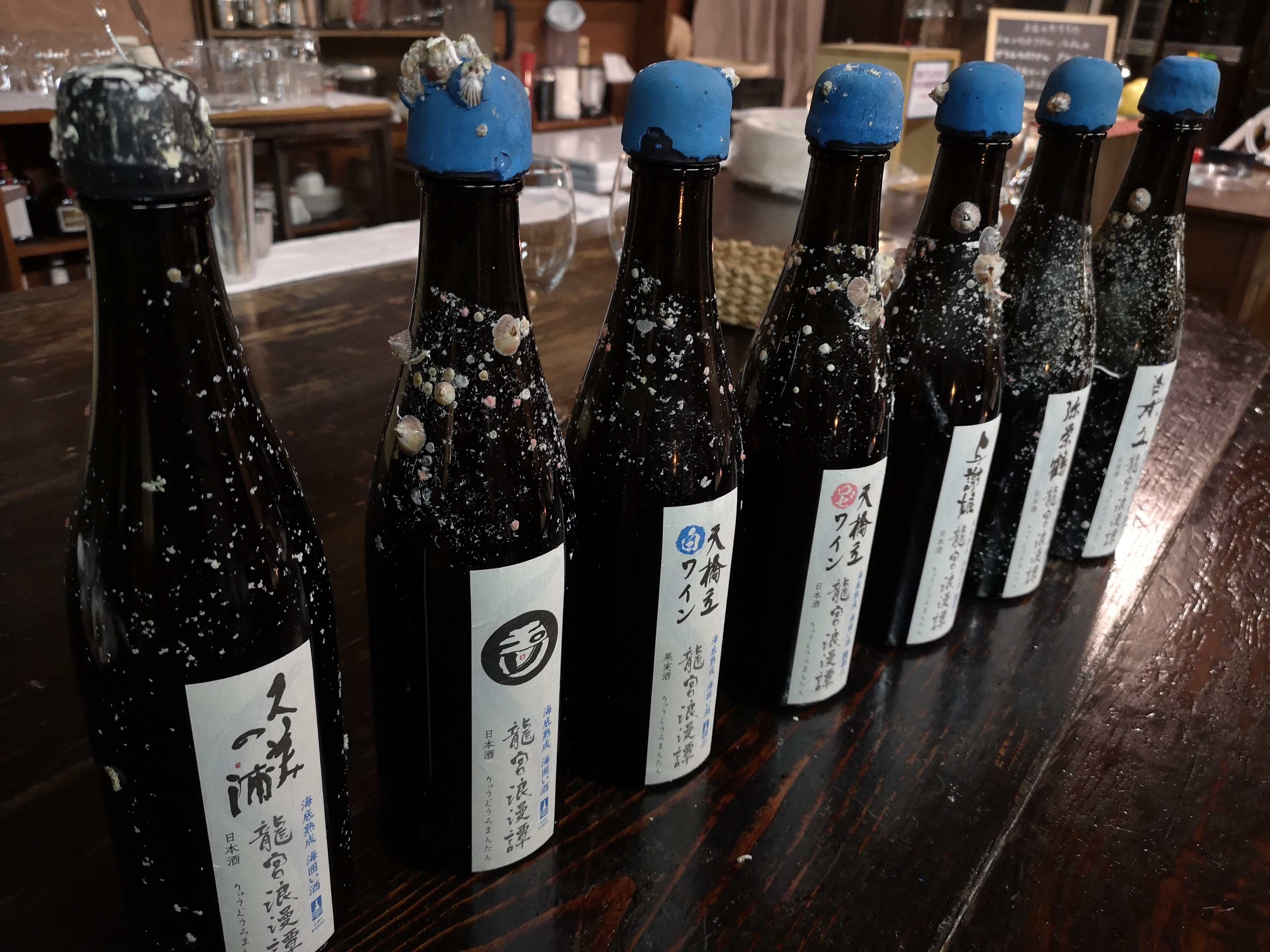
様々な酒蔵の「龍宮浪漫譚」
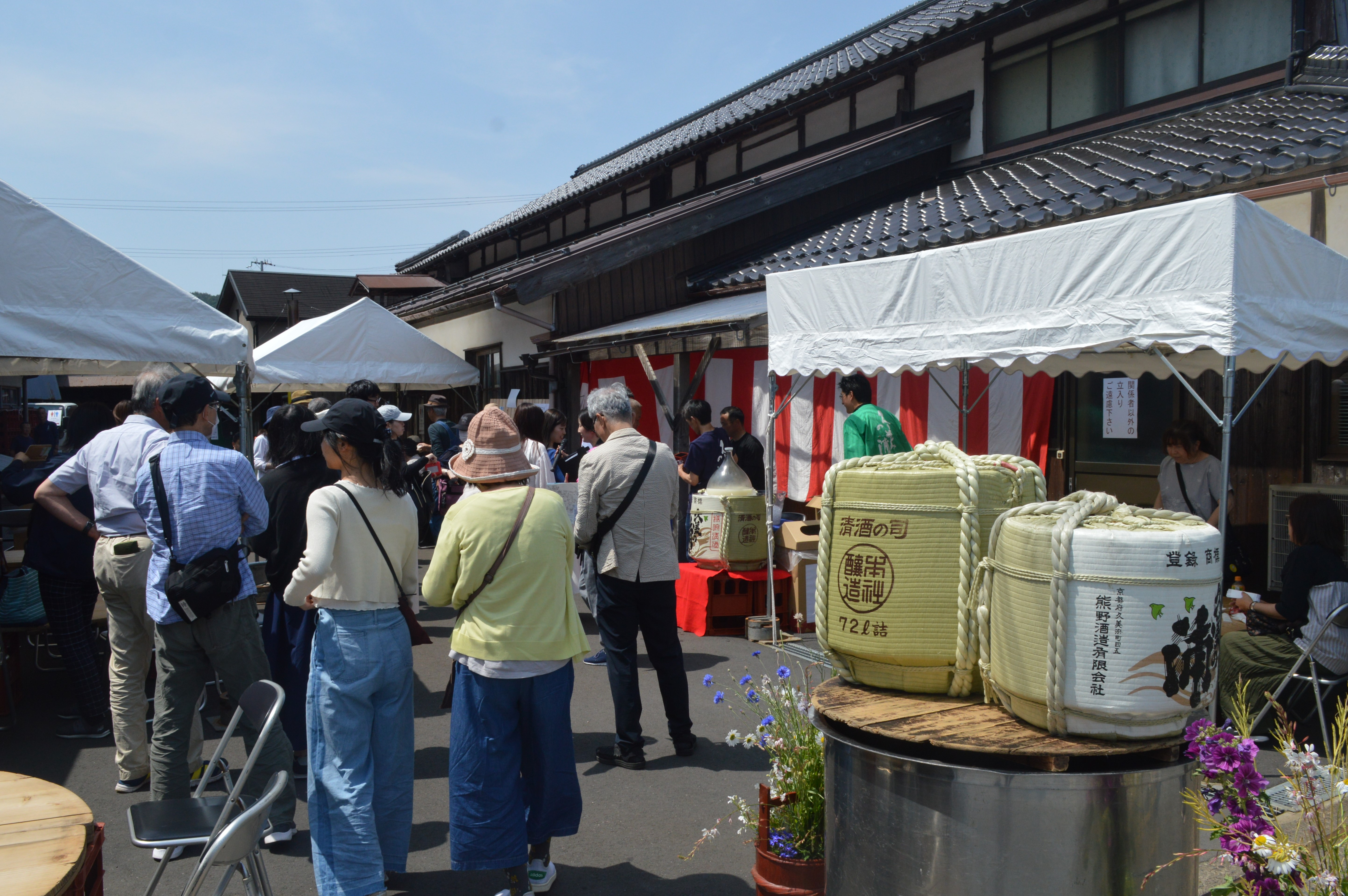
2024年の丹後天酒まつり

## 杜氏
但馬杜氏は主として兵庫県美方郡を拠点とする杜氏集団であり、1992年（平成4年）時点では但馬杜氏が日本全国の杜氏の約1割を占めていた。美方郡新温泉町在住の但馬杜氏である井岸泰雄は、40年以上も熊野酒造の杜氏を務めた。1976年（昭和51年）には一級酒造技能士を取得し、2011年（平成23年）には兵庫県技能顕功賞を受賞した。
柿本正大の息子である柿本達郎は、静岡大学大学院工学研究科を修了後、酒類総合研究所の研修会を受けるなどした後に帰郷した。井岸泰雄から杜氏としての技術を受け継ぐと、平成26酒造年度に杜氏に就任した（蔵元杜氏）。柿本達郎は2016年（平成28年）に二級酒造技能士を取得している。2024年（令和6年）現在の杜氏は柿本達郎である。

## 現地情報

### 所在地
- 629-3410 京都府京丹後市久美浜町45-1
- 久美浜一区の十楽区にある。同じ十楽区には本願寺などがある。

### アクセス
- 京都丹後鉄道宮津線久美浜駅から徒歩15分[22]
- 山陰近畿道京丹後大宮ICから車で約40分[22]